# إسماعيل قادري
إسماعيل قادري (بالألبانيّة: Ismail Kadare بالفرنسيّة: Ismail Kadaré) (ولد في 28 يناير 1936– 1 يوليو 2024) ، كاتب ألباني مسلم بدأ في الكتابة منتصف الخمسينيات ونشر بعض القصص القصيرة في الستينيّات حتى نشر قصيدته الأولى جنرال الجيش الميت، عام 1996 أصبح إسماعيل عضواً مدى الحياة في أكاديمية العلوم السياسيّة والأخلاقيّة الفرنسيّة، فاز بجائزة بوكر الأدبية عام 2005 وجائزة أمير أستورياس عام 2009، كما رشّح أكثر من مرّة لجائزة نوبل للآداب، وأعماله ترجمت لأكثر من ثلاثين لغة.

## روابط خارجية
- إسماعيل قادري على موقع IMDb (الإنجليزية)
- إسماعيل قادري على موقع الموسوعة البريطانية (الإنجليزية)
- إسماعيل قادري على موقع مونزينجر (الألمانية)
- إسماعيل قادري على موقع ألو سيني (الفرنسية)
- إسماعيل قادري على موقع أول موفي (الإنجليزية)
- إسماعيل قادري على موقع ديسكوغز (الإنجليزية)
- إسماعيل قادري على موقع قاعدة بيانات الفيلم (الإنجليزية)
- إسماعيل قادري على موقع كينوبويسك (الروسية)